# Jeanne Bucher

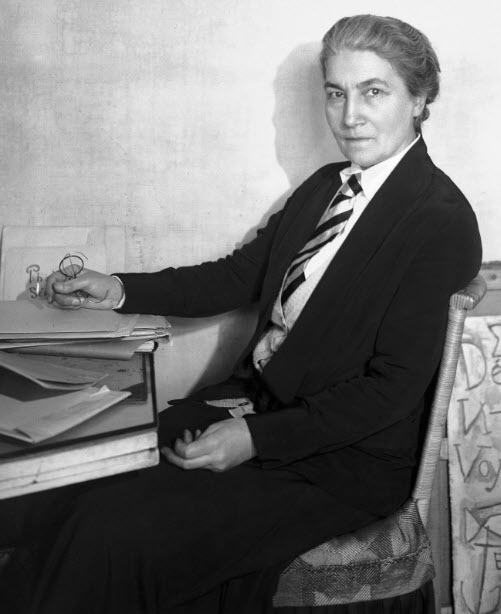
Jeanne Bucher in ihrer Galerie, 1931

Marie-Jeanne Bucher (* 16. Februar 1872 in Gebweiler, Elsass-Lothringen; † 1. November 1946 in Paris) war eine französische Kunsthändlerin und Gründerin der avantgardistischen Galerie Jeanne Bucher in Paris.

## Leben und Werk
Jeanne Bucher, Schwester des Mediziners und Verfechters französischer Interessen im Elsass, Pierre Bucher (1869–1921), kam 1922 nach Paris. 1925 eröffnete sie ihre erste Galerie in der 3, rue du Cherche-Midi in einem Nebenraum der Boutique des Architekten und Innenarchitekten Pierre Chareau. Die erste Ausstellung zeigte Werke von Georges Braque, Juan Gris und André Masson; die erste Veröffentlichung eines Buches war Jean Lurçats illustriertes Werk Baroques.
Von 1929 bis 1932 hatte die Galerie ihren eigenen Sitz in den benachbarten Räumen in der 5, rue du Cherche-Midi. Sie war damit Nachfolgerin der von Hans Effenberger gegründeten Galerie „Au sacre du Printemps“, die bekannt ist für die zweite Surrealistenausstellung „Le Surréalisme, existe-t-il?“. Ab 1932 bis 1934 zog sie zurück an den ersten Standort, und 1936 eröffnete Bucher eine Galerie mit der Adresse 9, boulevard du Montparnasse. Die gegenwärtige Galerie, die noch ihren Namen trägt, wurde 1947 von Jean-François Jaeger übernommen und zog 1960 an den aktuellen Standort in der 53, rue de Seine in Paris. 
Bucher zeigte unter anderem Arbeiten von Künstlern der Avantgarde aus den Stilrichtungen von Kubismus und Surrealismus wie Georges Braque, Max Ernst, Alberto Giacometti, Georges Gimel, Juan Gris, Georges Hugnet, Wassily Kandinsky, Henri Laurens, Jacques Lipchitz, André Masson, Joan Miró, Pablo Picasso und Maria Helena Vieira da Silva. In den Éditions Jeanne Bucher erschienen Bücher der von ihr vertretenen Künstler, beispielsweise im Jahr 1926 Max Ernsts Histoire naturelle, eine Mappe mit 34 Lichtdrucken nach Frottagen, und 1934 dessen Collageroman Une semaine de bonté.
Während der Okkupation Frankreichs durch das nationalsozialistische Deutschland im Zweiten Weltkrieg hatte Bucher trotz drohender Sanktionen den Mut, Werke verfemter Künstler auszustellen, unter ihnen Ernst, Kandinsky, Klee, Leger, Miró und 1944 das Pariser Debüt von Nicolas de Staël. Wenig später starb Jeanne Bucher 1946 in Paris.